# وارونگی مالیاتی

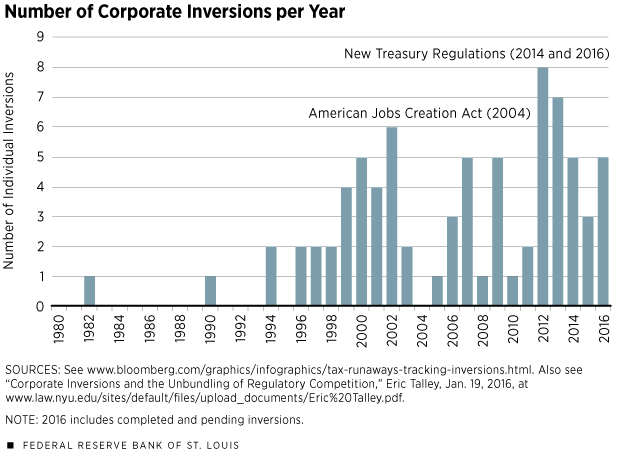
وارونگی مالیاتی

وارونگی مالیات و یا وارونگی شرکت‌های بزرگ عبارتست از عمل جابجایی اقامتگاه حقوقی یک شرکت به کشوری با مالیات پایینتر (در اصطلاح پناهگاه‌های مالیاتی) جهت کاهش مخارج مالیاتی، در حالیکه معمولاً عملیات و امور آن شرکت در کشور با مالیات بالاتر (کشور مبدأ) حفظ می‌گردد.